# El otro (pel·lícula de 2007)
El otro és una pel·lícula de drama argentina de 2007 escrita i dirigida per Ariel Rotter i protagonitzada per Julio Chávez. La pel·lícula va ser produïda per Aqua Films de Verónica Cura, i produïda per Enrique Piñeyro i Christian Baute.
El otro va ser finançat per l'Instituto Nacional de Cine y Artes Audiovisuales (Argentina), el Vision Sudest Fund (Suïssa), el World Cinema Fund (Festival Internacional de Cinema de Berlín), i el Fons Hubert Bals (Països Baixos). La pel·lícula es va presentar per primera vegada en la secció oficial del Festival de Berlín, on Julio Chávez va guanyar el Os de Plata al Millor Actor.

## Repartiment
- Julio Chávez com Juan Desouza.
- María Onetto com a Recepcionista d'Hotel.
- María Ucedo com a Dona d'Entre Ríos.
- Inés Molina com Claudia.
- Arturo Goetz com Escribano.
- Osvaldo Bonet com a Pare de Juan.

## Sinopsi
Juan Desouza, advocat de més de 40 anys, està feliçment casat i espera un fill. Durant un viatge de negocis d'un dia, descobreix que la persona asseguda al costat seu en el col·lectiu de retorn ha mort. Llavors, decideix assumir la identitat del mort i s'inventa una nova professió. En anar a la ciutat on l'home vivia, troba un lloc on quedar-se i contempla la possibilitat de no tornar, pensant que la vida que va decidir viure no és l'única alternativa.

## Premis
| Festival                                       | Categoria                   | Premi     |
| ---------------------------------------------- | --------------------------- | --------- |
| 57è Festival Internacional de Cinema de Berlín | Os de Plata al Millor Actor | Guanyador |
| XIV Mostra de Cinema Llatinoamericà de Lleida  | Premi al millor director    | Guanyador |
| XIV Mostra de Cinema Llatinoamericà de Lleida  | Premi al millor actor       | Guanyador |

## Crítiques
A la crítica de cinema Annika Pham, de CineEuropa, li va agradar la pel·lícula i va escriure: "La pel·lícula explora subtilment l'aprehensió de la mort, així com el món palpable però invisible que s'amaga sota la superfície. Calen poques paraules. sentir-se amb Juan i relacionar-se fàcilment amb ell. Les escenes on cuida el seu pare, convertint-se en pare del seu pare, són especialment commovedores."